# Yersinia
För musikgruppen, se Yersinia (musikgrupp).
Yersinia är ett släkte gramnegativa bakterier i familjen Enterobacteriaceae.

## Patogenes
Yersiniainfektion hos människa orsakas av Yersinia enterocolitica eller Y. pseudotuberculosis. Dessa finns i miljön över hela världen. Sjukdomen har en inkubationstid på 3–7 dygn men den kan vara upp till 10 dygn. Symptomen är diarré, kräkningar och buksmärtor, samt feber och ledinflammation. Yersinia kan växa i kylskåpskalla temperaturer vilket medför överlevnad och möjlig tillväxt på kylda matprodukter. Y. enterocolitica är i Sverige den vanligaste orsaken till yersiniainfektion, och associeras oftast med kontaminerat griskött eller opastöriserad mjölk. På senare år har dock antalet utbrott i Skandinavien med Y. enterocolitica ökat, och detta orsakat av kontaminerad färdigsköljd bladsallad . I senare svenska utbrott har det kunnat påvisats hos bakterierna bärandet av gener som är multiresistenta mot flertalet mediciner.
Yersiniainfektion är i Sverige en anmälningspliktig och smittspårningspliktig sjukdom. 
Den allvarligaste yersiniasjukdomen är pest, som orsakas av bakterien Yersinia pestis.